# Wake Forest University

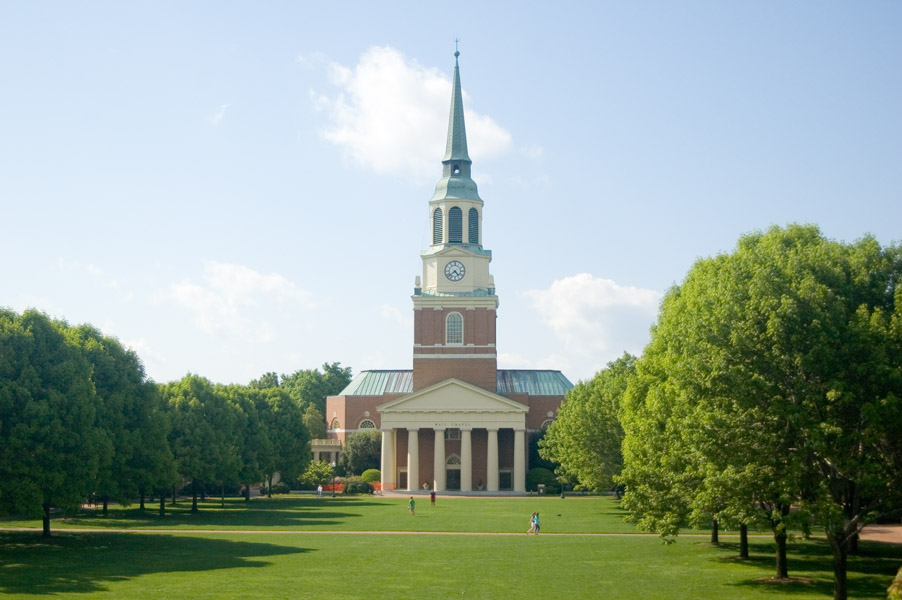
Wait Chapel der Universität

Die Wake Forest University ist eine private Universität in Winston-Salem im US-Bundesstaat North Carolina. Die Hochschule wurde am 3. Februar 1834 gegründet. 

## Fakultäten
- Divinity School
- Künste und Wissenschaften (Wake Forest College - undergraduates)
- School of Medicine
- Rechtswissenschaften
- Wirtschaftswissenschaften (Babcock Graduate School of Management, Wayne Calloway School of Business and Accountancy - Undergraduates)

## Zahlen zu den Studierenden
Im Herbst 2020 waren 8.789 Studierende an der Wake-Forest-Universität eingeschrieben. Davon strebten 5.441 (61,9 %) ihren ersten Studienabschluss an, sie waren also undergraduates. Von diesen waren 54 % weiblich und 46 % männlich; 4 % bezeichneten sich als asiatisch, 6 % als schwarz/afroamerikanisch, 8 % als Hispanic/Latino und 69 % als weiß. 3.348 (38,1 %) arbeiteten auf einen weiteren Abschluss hin, sie waren graduates.
2017 waren es 7.968 Studierende.

## Sport
Die Sportteams der Wake Forest University sind die Demon Deacons. Die Hochschule ist Mitglied in der Atlantic Coast Conference.

## Persönlichkeiten
Professoren:
- Maya Angelou (1928–2014), Englisch
- Allen Mandelbaum (1926–2011), von 1989 bis 2007 Professor an der WFU, Englisch und Geisteswissenschaft (humanities)

Absolventen:
- Marc Blucas (* 1972), Schauspieler
- Muggsy Bogues (* 1965), Basketballspieler
- Richard Burr (* 1955), Senator
- Brian Carroll – Fußballspieler
- Jack Dolbin (1948–2019) – American-Football-Spieler
- Tim Duncan (* 1976) – Basketballspieler
- Robert L. Ehrlich (* 1957) – Gouverneur von Maryland, ehemaliger Kongressabgeordneter
- Bill George (1929–1982) – American-Football-Spieler
- Jay Haas (* 1953) – Golfspieler
- Shane Harris – Journalist und Autor
- Jesse Helms (1921–2008) – ehemaliger U.S. Senator (R–NC) (1973–2003)
- Josh Howard (* 1980) – Basketballspieler
- Collin Martin (* 1994) – Fußballspieler
- Ovie Mughelli (* 1980) – Footballspieler
- Lee Norris (* 1981) – Schauspieler
- Arnold Palmer (1929–2016) – Golfspieler
- Chris Paul (* 1985) – Basketballspieler
- Curtis Strange (* 1955) – Golfspieler
- Jeff Teague (* 1988) – Basketballspieler
- Kyle Visser (* 1985) – Basketballspieler
- Joe Zelenka (* 1976) – Footballspieler
- John Collins (* 1997) – Basketballspieler

## Abbildungen

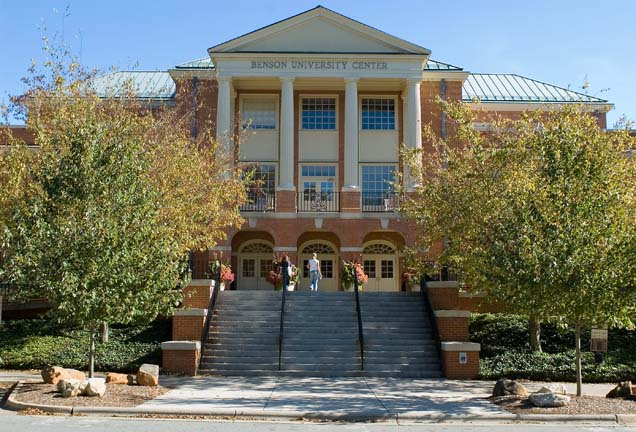
Benson University Center
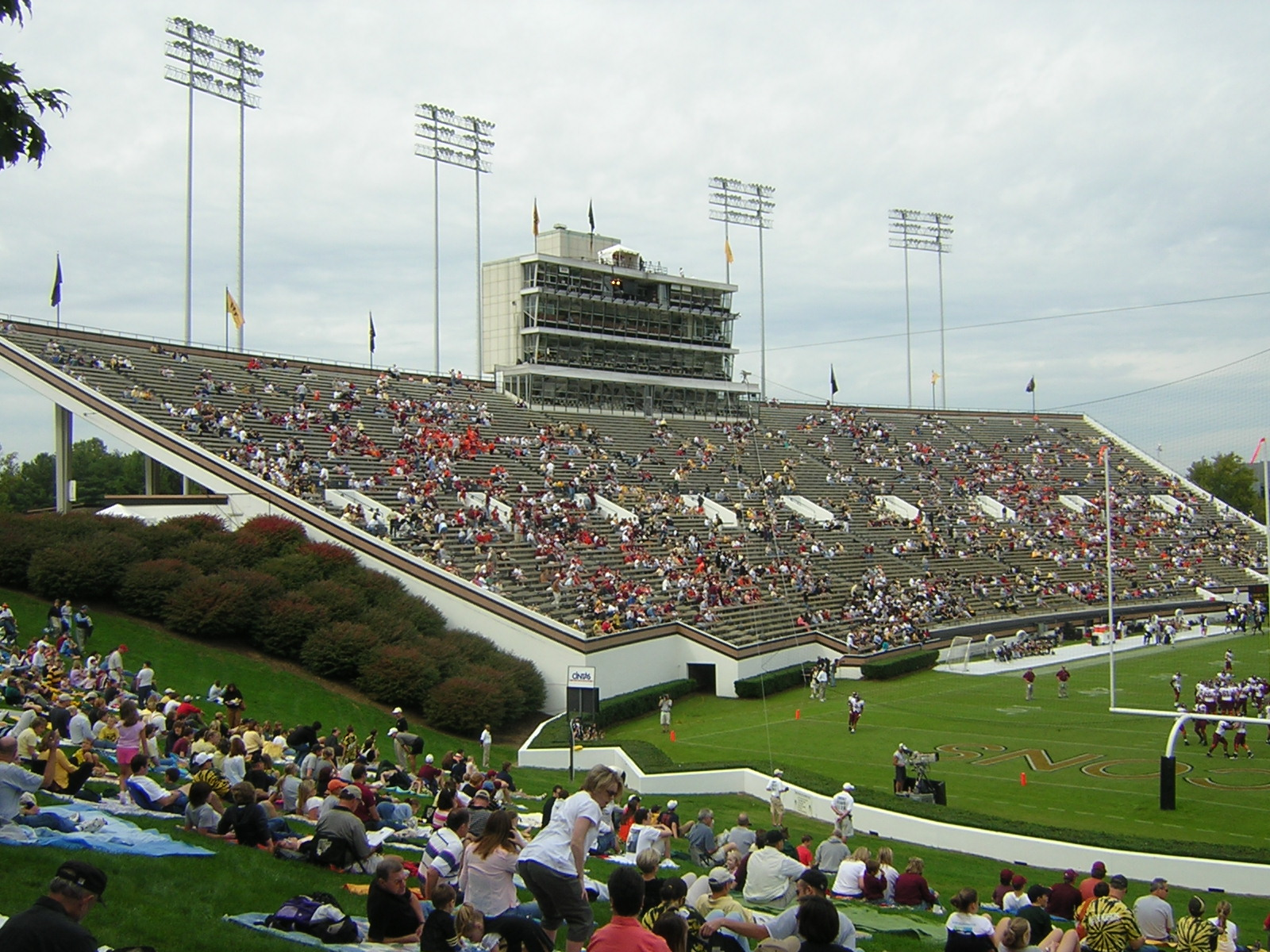
Groves Stadium
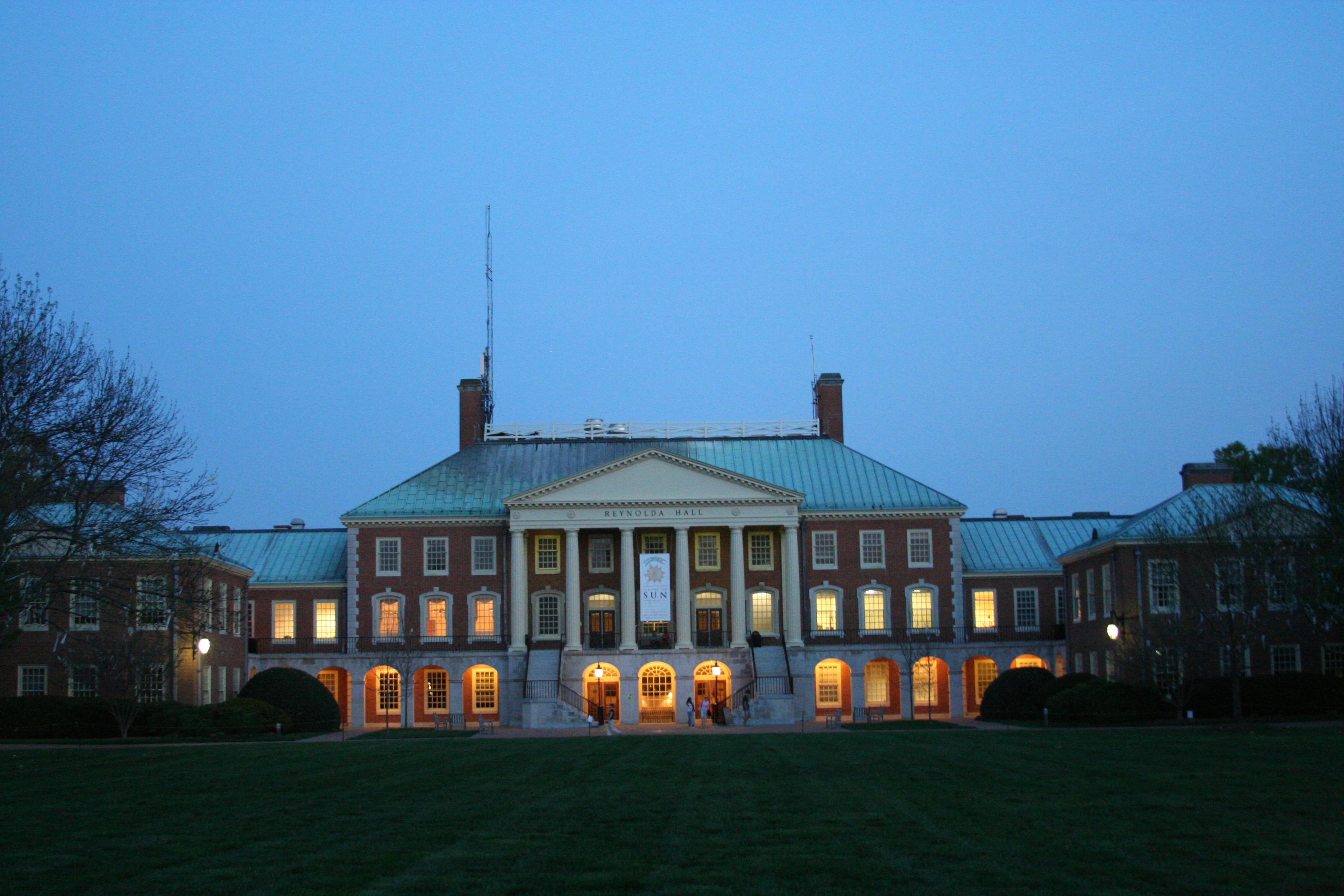
Reynolda Hall
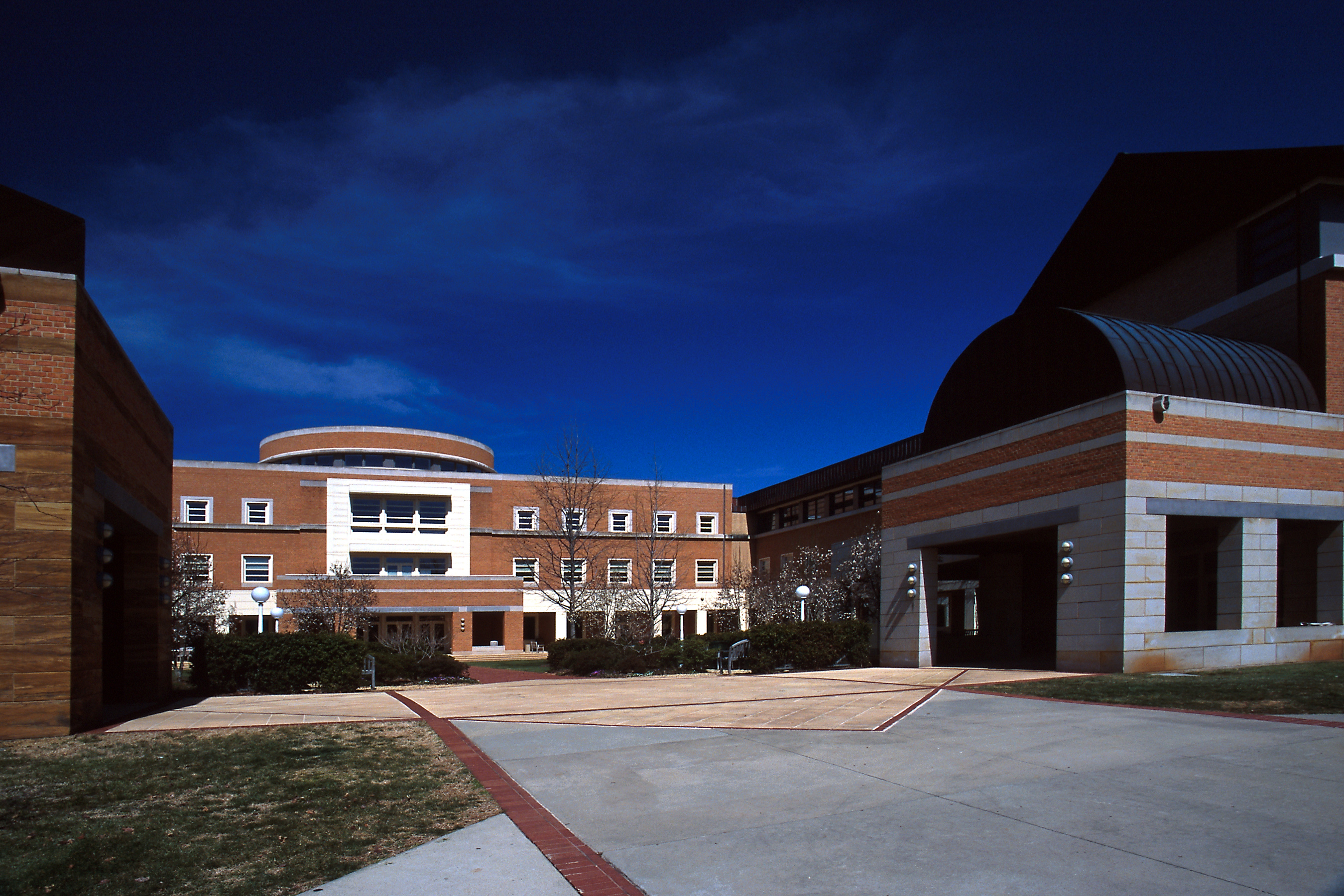
Worrell Campus